# Brian Herbert Warmington
Brian Herbert Warmington (1924-2013) fou un classicista i historiador de l'antiguitat britànic.

## Joventut, educació i servei militar
Nascut el 1924, era fill del classicista E. H. Warmington. Després d'anar a la Mill Hill School, cursà Estudis Clàssics i Història a la Peterhouse, a la Universitat de Cambridge. Interrompé els seus estudis durant la Segona Guerra Mundial i fou allistat com a oficial del Cos d'Intel·ligència de l'exèrcit britànic. Warmington (juntament amb altres estudiants dels clàssics, com Alan Stripp) seguí un curs de japonès a Bedford des del 31 d'agost del 1943 fins al 18 de febrer del 1944. Seguidament fou enviat a Austràlia, on fou un dels primers desxifradors britànics de les transmissions de ràdio encriptades del Japó. Després de la guerra, tornà a Cambridge amb la seva muller australiana i obtingué un títol universitari de primera classe en Estudis Clàssics i Història. El 1951 fou guardonat amb el Premi Thirlwall.

## Carrera acadèmica
Warmington ensenyà a la Universitat de Bristol, on acabaria esdevenint professor adjunt d'Història Antiga. Els seus interessos acadèmics eren variats. El seu primer llibre fou The North African provinces from Diocletian to the Vandal Conquest (publicat per Cambridge University Press el 1954). Esdevingué coautor de la segona edició de l'obra A History of the Roman world from AD 138 to 337 de Henry Parker (Methuen, 1958). El seu llibre Carthage (R. Hale, 1960, posteriorment publicat per Penguin), sobre el famós enemic primerenc de la República Romana, és potser el seu llibre més llegit, amb diverses edicions i reimpressions, així com traduccions al francès, alemany, italià i hongarès. El seu llibre Nero: Reality and Legend (Chatto & Windus, 1969) també arribà a un públic ampli. La seva obra Suetonius' Nero (Bristol University Press, 1977) resta una edició útil de la biografia per a cursos de llatí d'alt nivell i també ha estat reimpresa diverses vegades. A més del seu interès per la República Romana, també estava interessat en l'Imperi Romà. Publicà articles importants sobre Ammià Marcel·lí i Constantí I el Gran Així mateix, la seva generositat i utilitat com a mentor d'acadèmics joves li valgué nombrosos reconeixements en els prefacis d'obres acadèmiques.
Morí el 27 d'abril del 2013.